# Kaukvere
Kaukvere (Duits: Kaukwer) is een plaats in de Estlandse gemeente Vinni, provincie Lääne-Virumaa. De plaats heeft de status van dorp (Estisch: küla), maar had op 31 december 2011 geen enkele inwoner meer. In 2021 was het aantal inwoners ‘< 4’.

## Geschiedenis
Kaukvere, dat voor het eerst werd vermeld in 1732, lag deels op het terrein van het landgoed van Püssi, deels op dat van het landgoed van Tudu. Pas na 1945 werden de beide delen één dorp.
Bij de gemeentelijke herindeling van 1977 werd het buurdorp Jõepere bij Kaukvere gevoegd. Jõepere had tot 1972 een station aan de spoorlijn Sonda-Mustvee.